# Außer Dienst: Eine Bilanz
Außer Dienst: Eine Bilanz ist ein autobiografischer Rückblick von Helmut Schmidt aus dem Jahr 2008. Er versucht in dem Buch Lehren aus seiner Zeit als Kanzler und seinen Tätigkeiten nach seiner Amtszeit zu ziehen. Dabei geht er auf seine Fehler ein, kommentiert die tagesaktuellen Herausforderungen in der Politik und lässt seine Kriegserfahrungen mit einfließen. Das Buch wurde im Pantheon Verlag veröffentlicht.

## Zusammenfassung
Das Werk ist gegliedert, in sechs Themenbereiche, die er wie folgt benannt hat: (1) Erfahrungen verändern Maßstäbe, (2) Aus der Geschichte lernen, (3) Aus persönlichen Erfahrungen lernen, (4) Die Welt vor neuen Herausforderungen, (5) Deutschland muss sich ändern, (6) Religion, Vernunft und Gewissen.

### 1. Erfahrungen verändern Maßstäbe
Schmidt schreibt über seine Begleiter, die ihn in seiner politischen und späteren Karriere geprägt haben und hebt hier vor allem auch auf seine Rolle als Herausgeber der Wochenzeitung Die Zeit hervor. Er stellt sich als wenig ambitionierten Politiker dar, der politische Karriereplanung infrage stellt und berichtet darüber, dass er stets bemüht war ein gut informiertes Netzwerk aufzubauen und es für wichtig hält Informationen aus erster Hand einzufordern. Eine stabile Hausmacht sieht er als essenziell. Er geht darauf ein, dass Hierarchie und Loyalität wichtig sind, allerdings die Loyalität zum Staat als Politiker über der zu der Partei stehen muss. So berichtet Schmidt auch über seinen eingestandenen Fehler, Parteiführung als Kanzler nicht selbst einzufordern.

### 2. Aus der Geschichte lernen
Schmidt betont die Bedeutsamkeit von historischem Verständnis für Politiker und dass dies nicht nur das eigene Land, sondern auch die Geschichte der Nachbarn beinhalten muss. In diesem Kapitel kritisiert er einen Fokus auf die Zeit des Nationalsozialismus im Schulbetrieb, um eine Wende zugunsten einer kritischeren Betrachtung der restlichen Geschichte hervorzubringen. Auch fordert er das Ende eines Egozentrismus in der Geschichtsvermittlung und im universitären Betrieb. Es muss ein stärkerer Fokus auch auf der Geschichte der Nachbarn, Partner und anderer mächtigen Staaten liegen. Zuletzt betont er auch die Bedeutsamkeit von Demokratiebildung, anhand seiner eigenen Erfahrungen in der Weimarer Republik.

### 3. Aus persönlichen Erfahrungen lernen
Er berichtet über seine zwei großen Themen seiner Amtszeit als Bundeskanzler, der Verjährungsdebatte und später den RAF-Terrorismus und wie er dort häufig Entscheidungen fällen musste, welche auf Ethischer, Konfessioneller und auch Parteipolitischer Dimension keine richtigen oder falschen Antworten hatten. Schmidt gesteht Fehler seiner Politik im Umgang mit der RAF ein und mahnt an, dass am Ende des Tages vieles in der Politik durch spontane Entscheidungen geprägt ist. Auch merkt er an, dass am Ende Demokratie Menschenwerk ist und damit fehlerhaft. Er skizziert seinen Weg der politischen Zugehörigkeit, welche zwar stets die Sozialdemokratie war, er jedoch zwischenzeitig sich distanziert zu den Positionen des Parteitages fand.

### 4. Die Welt vor neuen Herausforderungen
Im Kontext der Finanzkrise ab 2007 und der EU-Osterweiterungen schreibt Schmidt über aktuelle Debatten und den Zusammenhalt der Europäischen Union. Er geht darauf ein, wie der Euro als Zahlungsmittel die europäischen Staaten in Zeiten von schrumpfenden Bevölkerungen relevant behält und was seine Rolle beim Entstehen der Währung war. Er schreibt über die transatlantischen Beziehungen und die Bedeutsamkeit der Zusammenarbeit mit den EU-Staaten und Russland. In Hinsicht auf Klimaschutz mahnt er nicht zu übereilen, jedoch auch die historische Verantwortung nicht aus dem Blick zu verlieren.

### 5. Deutschland muss sich ändern
Schmidt behandelt die alternde Gesellschaft und plädiert für eine Reform des Rentenwesens. Er geht darauf ein, dass diese Entwicklung bereits zu seiner Amtszeit absehbar war, er jedoch dem Thema keine größere Bedeutung beimaß. Um die Altersstruktur zu kompensieren, fordert er den Förder- und Forder-Ansatz des Sozialsystems, womit er meint, dass Sozialleistungen gestrichen werden müssen, wenn kein Streben nach Berufstätigkeit existiere. Auch fordert er eine Erhöhung des Renteneintrittsalters. Für ihn ist eine große Gefahr der „Raubtierkapitalismus“, wie er ihn nennt, dem mit einem intervenierenden Staat begegnet werden müsse.

### 6. Religion, Vernunft und Gewissen
Für Schmidt ist es essenziell, dass sich die Religionen im Austausch befinden und religiöse Toleranz gesellschaftlicher Konsens ist. Für ihn ist es wichtig, dass Politik auf ethischen Grundsätzen basierend geführt wird, allerdings Kompromisse geschlossen werden müssen, um Frieden zu sichern. Am Ende soll das Gewissen die politischen Entscheidungen leiten.

## Rezensionen
„Klar und verständlich werden Einsichten und Zusammenhänge vermittelt, ohne dass der Autor auf die komplizierte, oftmals absichtsvoll hermetische Sprache zurückgreift, die allzu oft den akademischen und intellektuellen Diskurs in Deutschland kennzeichnet.“

„In diesem Sammelsurium von Gedanken und Erinnerungen teilt Schmidt nicht immer stringente, aber nie belanglose Einsichten mit, die der Weisheit recht nahe kommen.“

„So ist ein sehr persönliches, zugleich ein sehr politisches Buch entstanden, von dem man wohl sagen darf: Es ist das Vermächtnis des Helmut Schmidt.“

## Ausgaben
Originalausgabe
- Helmut Schmidt. Außer Dienst: Eine Bilanz. Siedler, München 2008, ISBN 978-3-88680-863-2.

Hörbuchausgabe
- Außer Dienst: Eine Bilanz. 6 CDs, gelesen von Hanns Zischler, Random House Audio, Berlin 2013, ISBN 978-3-426-22736-7.